# Johnny Thunders
Johnny Thunders, eg. John Anthony Genzale, Jr, född 15 juli 1952 i Queens i New York, död 23 april 1991 i New Orleans, Louisiana, var en amerikansk gitarrist, sångare och låtskrivare. Han är mest känd från banden The New York Dolls och The Heartbreakers men hade också en solokarriär.

## Biografi

### De tidiga åren och New York Dolls
Johnny Thunders (John Genzale, ibland som Johnny Volume) inledde sin karriär i skiftet mellan 1960- och 1970-talen i bandet Johnny and the Jaywalkers. Tillsammans med Arthur Kane, Billy Murcia och Rick Rivets bildade han bandet Actress 1971, som skulle bli The New York Dolls när David Johansen och Sylvain Sylvain slöt sig till truppen. 
Protopunkbandet NY Dolls fick med sin råa och nyskapande rockmusik, sin androgyna glamrockiga stil och sitt energiska och destruktiva uppträdande aldrig den uppskattning de förtjänade under sin aktiva tid. Däremot blev de senare ikonförklarade, när åttiotalets post-punkare, hårdrockare och glamrockare alla nämnde Dolls som en stor inspiration. Johnny Thunders känsliga, farliga gitarrspel och hans låtskrivartalanger blev en lika stor del av Dolls storhet som sångaren Johansens karismatiska utstrålning. Thunders, tillsammans med trummisen Jerry Nolan, lämnade New York Dolls 1975 och gruppen splittrades 1977.

### The Heartbreakers
1975 fortsatte Thunders och ex-Dolls-trummisen Jerry Nolan samarbetet i bandet The Heartbreakers tillsammans med gitarristen Walter Lure och basisten Richard Hell. Ganska omgående uppstod problem mellan Thunders och Hell om vem som skulle vara gruppens frontfigur. Richard Hell försökte sparka Thunders, men blev istället själv ersatt av Billy Rath. Året därpå åkte bandet till England för att göra ”The Anarchy Tour” tillsammans med tre nyss grundade, relativt okända brittiska band: Sex Pistols, The Clash och The Damned. Myten gör gällande att det var Heartbreakers som introducerade heroin på den brittiska punkscenen, tillsammans med Nancy Spungen.
Turnén ledde till att The Heartbreakers flyttade till London permanent och gav ut skivan L.A.M.F. år 1977, som möttes av dålig kritik för mixningen och då Track Records sade upp skivkontraktet vid trummisen Nolans avsked, splittrades bandet.
I början av åttiotalet återförenades bandet för några år.

### Solokarriären I
1978 spelade Thunders i diverse uppsättningar i London, bland annat The Living Dead och Johnny Thunders’ Rebels, som gästade en stor del av den engelska punkscenen, däribland Paul Cook, Steve Jones och Sid Vicious från Sex Pistols. Samma år gav Thunders ut sin första soloskiva, den bitterljuva So Alone, som av många anses vara hans bästa. Förutom Sex Pistols-medlemmarna, gästas skivan av bland andra Phil Lynott, Chrissie Hynde, Steve Marriott och Walter Lure.
Under åren 1979 och 1980 spelade Johnny Thunders tillsammans med Wayne Kramer i bandet Gang War. Gruppen hade sin bas i Detroit.
Efter det här återvände Thunders till New York, där han levde fattigt och kämpade med sitt heroinmissbruk. I Sverige skapade han 1982 en skandal med sitt uppträdande i TV-programmet Måndagsbörsen. Han lyckades glömma ackorden i sina egna sånger på konsert i London och kollapsade ibland backstage genast efter sina uppträdanden. Hans soloband vid den här tiden bestod av Jerry Nolan, Tony James och Steve New. 1983 försökte han bli kvitt heroinet, men blev i stället beroende av metadon och alkohol. Samma år släppte han sitt andra album, den akustiska Hurt Me.

### Solokarriären II
Under det tidiga åttiotalet bodde Thunders en tid i Sverige med sin svenska flickvän Susanne. Här spelade han bland annat med Hanoi Rocks, Nolan, Billy Rath, Patti Palladin, Terry Chimes, Keith Yon och Dick Trueman. Men 1985 var både gitarristens musikaliska och privata liv i en svacka. Hans flickvän lämnade honom och han flyttade till London där han bodde ömsom hos Stiv Bators, Patti Palladin och Peter Judd.
Judd, som gick under pseudonymen "Chief", tog Thunders under sina vingar för att hjälpa honom få sin karriär på rätt spår. Resultatet är skivan Que Sera Sera (1985), en högklassig produkt med gästartister som Stiv Bators, Michael Monroe, Nasty Suicide, Dave Tregunna och Patti Paladin. Thunders återvände till Stockholm för att försöka reparera förhållandet med Susanne och sköt i stället upp en USA-turné.
1988, efter en katastrofal konsert i London, gavs skivan Copy Cats (gjord tillsammans med Palladin) ut och Thunders grundade ett nytt soloband, the Oddballs med Jamie Heath (saxofon), Alison Gordy (sång), Jill Wisoff (bas), Chris Musto (trummor) och svensken Stevie Klasson (gitarr). Det här bandet skulle vara Thunders troget ända tills hans död.
År 1990 hade Thunders blivit fast bosatt i Paris och satte sig själv in på avvänjningsklinik i 6 veckor, vilket slutligen gjorde honom kvitt sitt metadonberoende, men han fick återfall redan nästa år. 1991, med diagnosen leukemi, dog Thunders i en kombination av sjukdomen och rikligt intag av LSD och metadon på rum 37, St Peters Guesthouse, New Orleans.
Hans sista musikaliska insats skedde tillsammans med det tyska bandet Die Toten Hosen. Johnny Thunders spelar gitarr på "Born To Lose" tillsammans med bandet på samlingsskivan Learning English Lesson 1.

## Diskografi

### Studioalbum
- L.A.M.F. (The Heartbreakers, 1977)[5]
- So Alone (1978)
- In Cold Blood (1983)
- Hurt Me (1984)
- Que Sera Sera (1985)
- Copy Cats (med Patti Palladin, 1988)

### Livealbum
- Live at Max's Kansas City (The Heartbreakers, 1979)
- D.T.K. Live At The Speakeasy (The Heartbreakers, 1982)
- The New Too Much Junkie Business (1983)
- Live At The Lyceum Ballroom 1984 (The Heartbreakers, 1985)
- Stations of the Cross (1987)
- Bootlegging the Bootleggers (1990)
- Live At Mothers (The Heartbreakers, 1991)
- What Goes Around (The Heartbreakers 1991)
- Add Water & Stir (1994)
- Down To Kill (The Heartbreakers, 2005) (utökad version av D.T.K. Live At The Speakeasy)

### Singlar och EP
- "Dead or Alive" (1978)
- "You Can't Put Your Arms Around a Memory" (1978)
- "Twist And Shout"/"Boys" (live på Max's med Jimi LaLumia & The Psychotic Frogs; 1981)
- Diary of a Lover (EP)
- "In Cold Blood" (1983)
- "Hurt Me" (1984)
- "Crawfish" (med Patti Palladin) (1985)
- "Que Sera Sera (Whatever Will Be Will Be)" (1988)